# Школа тіні
Шко́ла ті́ні (яп. 【陰流】, かげりゅう, каґе-рю) — школа японського фехтування. Заснована близько 1487 року фехтувальником Айсу Іко у провінції Хюґа. Була популярна в середовищі японських піратів, які здійснювали напади на прибережні райони Південного Китаю. Згодом поширилася у Східній Японії, в регіоні Канто, де була вдосконалена фехтувальником Каміїдзумі Нобуцуною у Нову школу тіні. Дала початок таким японським школам фехтування як нова школа фехтування Яґю, школа тіні Хікіти, школа Тайшя тощо. Інші назви  — «школа Айсу» (【愛洲流】, айсу-рю), «школа тіні Айсу» (【愛洲陰流】, айсу каґе-рю), «тіньова школа» (【影流】, каґе-но-рю).